# 中华人民共和国法治
中华人民共和国法治，介绍中華人民共和國司法制度与治理发展状况。過往中國存在法律體系薄弱的問題，由官員根據大致情況感受斷然判定為主，不重視條文定義與操作程序，有鑑於認知此社會問題的存在，2012年中共十八大起，將完備「依法治國」精神的建設作為首要工作。儘管自2014年在中共中央總書記習近平領導下逐漸推動中國制度體系進步，但習近平法治思想的內核是「基于法律的治理」，與「以法律做公共契約」的思維有著完全不同的觀念，此設定將中國共產黨的領導作為法律頒布與執行最高權威的方式，反對司法獨立與權力分立，其主體、解釋、救濟方式均存在差異與討論空間。在党领导一切的前提下，中国共产党的政法委员会主管各级司法机关工作，凌驾于人民法院和人民检察院之上。

## 法治历史
在中华人民共和国，中文中法治一词的含义与西方理解的不同。中国法学家李步云说：
|  | 關於法制與法治的區別，我將它概括為三條：首先，法制是法律制度的簡稱，法律制度是相對於一個國家的經濟、政治、文化、軍事等制度來說的，而法治從來都是相對於人治來說的，沒有人治就無謂法治，相反亦然。其次，法律制度包括民法、刑法等一套法律規則以及這些規則怎麼指定、怎樣執行和遵守等制度；法治與人治則是兩種對立的治國理念和原則，即國家的長治久安不應寄希望於一兩個聖主賢君，而關鍵在是否有一個良好的法律和制度，這些良好的法律還應得到切實的遵守。再次，任何一個國家的任何一個時期，都有自己的法律制度，但不一定是實行法治。 |

改革开放之后啟動現代化法治建設工程，大量的法律特别是经济与行政类法律被學術研究、設計測試、討論制定和出台，初步擺脫了司法低效的落後局面。1996年开始“法治”作为国家以法律治理的标准提法，中国的司法体制经历了许多方面的有效改革，以“建设社会主义法治国家”。1997年9月，中共十五大报告第一次提出“推进司法改革”。2002年11月，中共十六大报告提出“推进司法体制改革”。2003年5月，成立中央司法体制改革领导小组，下设中央司法体制改革领导小组办公室進一步改良。2007年10月，中共十七大报告再提出“深化司法体制改革”。
2012年，国务院新闻办公室发表《中国的司法改革》白皮书。2012年，中共十八大报告提出“进一步深化司法体制改革，坚持和完善中国特色社会主义司法制度”。2012年，在世界銀行公佈的世界各國家地區的經濟體制排名（2012年版）中，中華人民共和國的“合同執行”項目在185個國家地區中排名第19，優於瑞士、英國、瑞典、丹麥、加拿大等傳統歐美已開發國家以及泰國、日本、馬來西亞、台灣等亞洲國家或地區。
2013年11月12日，中共十八届三中全会通过《中共中央关于全面深化改革若干重大问题的决定》
2014年2月28日，中央全面深化改革领导小组第二次会议审议通过《关于深化司法体制和社会体制改革的意见及贯彻实施分工方案》，2014年6月6日中央全面深化改革领导小组第三次会议审议通过《关于司法体制改革试点若干问题的框架意见》和《上海市司法改革试点工作方案》，决定就“完善司法人员分类管理、完善司法责任制、健全司法人员职业保障、推动省以下地方法院检察院人财物统一管理”这4项改革，在东部、中部、西部选择上海市、广东省、吉林省、湖北省、海南省、青海省6个省市先行试点，为全面推进司法改革积累经验。2014年10月23日，中共十八届四中全会通过《中共中央关于全面推进依法治国若干重大问题的决定》。
2014年10月20日至23日，中共十八屆四中全會在北京舉行，這是中共首次以“法治”為主題的中央全會。全會聽取和討論了習近平總書記受中共中央政治局委託作的工作報告，並審議通過了《中共中央關於全面推進依法治國若干重大問題的決定》。全會提出：“全面推進依法治國，總目標是建設中國特色社會主義法治體系，建設社會主義法治國家。”全會明確了全面推進依法治國的重大任務：完善以憲法為核心的中國特色社會主義法律體系，加強憲法實施；深入推進依法行政，加快建設法治政府；保證公正司法，提高司法公信力；增強全民法治觀念，推進法治社會建設；加強法治工作隊伍建設；加強和改進黨對全面推進依法治國的領導。
2017年3月15日，第十二届全国人民代表大会第五次会议通过了《中华人民共和国民法总则》，该法自2017年10月1日起施行。但民法通则并未废止，可继续适用，民法总则与民法通则的规定不一致的，根据新法优于旧法的原则，适用民法总则的规定。
2019年2月，据中共中央机关刊《求是》报道，中共中央总书记习近平在中央全面依法治国委员会首次会议上发言指，“要从中国国情和实际出发，走适合自己的法治道路，决不能照搬别国模式和做法”，决不能走西方“宪政”、“三权鼎立”、“司法独立”的路子，評論稱當局這次直接否定司法独立则属十分罕见，中文大学兼教林和立老師指出，早前习近平提倡依法治国时，令外国学者印象深刻，但現在的做法在學術圈引起爭議，因為不符合法律理論，而實際執法作為也有任意解釋的爭議，認為中國雖試圖擔任国际规则引领者，但缺少信用支持恐難服人。
2023年2月，中共中央办公厅、国务院办公厅印发了《关于加强新时代法学教育和法学理论研究的意见》，在第五點中再度提到走中國特色法治體系，表示要引导法学院校师生和法学理论工作者坚决反对和抵制西方“宪政”、“三权鼎立”、“司法独立”等「錯誤」观点，不過該段落也沒有說明抵制的原因與分析。

## 法律体系
中華人民共和國法律包括全国人民代表大会制定和修改的基本法律和全国人民代表大会常务委员会制定并修改的其他法律。在某些情况下，“法律”广义地相当于“宪法和法律”，但宪法不在本条目内容范围内。
中华人民共和国法律必须服从《中华人民共和国宪法》，宪法的法律效力高于行政法规、地方性法规、自治条例和单行条例、中华人民共和国国务院部门规章、地方政府规章、司法解释。中華人民共和國法律體系隨著時代轉變，亦有所不同，但建国以来一直採用成文法系統，法律渊源均表现为制定法，不包括判例法。

## 司法体制

### 政法机关
根据《中国共产党章程》、《中国共产党党和国家机关基层组织工作条例》等规定，从中央到县级地方各级党委设立了中国共产党党委政法委员会，实施对审判、检察、公安和国家安全机关的领导。

### 审判机关
根据《中华人民共和国宪法》和《中华人民共和国人民法院组织法》，人民法院是审判机关，可分为专门人民法院和普通法院。不单独设立行政法院。
法官是国家审判人员，由选举制和委任制相结合产生。最高人民法院院长由全国人大选举和罢免。地方法院由地方人大选举和罢免。其他的审判人员采取委任制。当前中华人民共和国的法官分为12级，最高人民法院院长是首席大法官，其他依次为大法官、高级法官和法官。根据《中华人民共和国法官法》和《国家司法考试实施办法》的规定，没有通过司法资格考试并取得法官资格者，不得出任法官。

### 检察机关
现行《中华人民共和国宪法》和《中华人民共和国人民检察院组织法》规定，人民检察院是国家的法律监督机关。它独占行使公诉权、同时行使批准逮捕权、逮捕权、抗诉权、对涉及贪污、玩忽职守、侵犯人民选举权等特定犯罪有自行侦查权。
检察院受同级人民代表大会、上级检察院双重领导。尽管《宪法》并未明确表述检察院是否属于司法机关，但中国历来都将检察院视为与法院并立的、独立于政府的司法机关。人民检察院按照人民法院的级别对照设立，除直辖市内对照中级人民法院设立的称××直辖市第×分院之外，各级均称人民检察院。同时也设立军事检察院和铁路运输检察院等专门检察院。在新疆生产建设兵团也按兵团、师、团设立检察院。

### 公安机关
公安机关是中华人民共和国的刑事侦查机关和社会治安综合治理机关，同时承担着民事纠纷调解等准司法职能。公安机关同时也负责户籍管理、道路交通管理、机动车登记、口岸边防管理等其他事务。中国内地的看守所由公安机关而不是司法行政机关管理。

### 国家安全机关
国家安全机关由中华人民共和国国家安全部和地方各级国家安全厅、局组成。国家安全机关在其负责的范围内行使警察权力，必要时可以凭《国家安全任务执行证》调动其他警察机关和武装警察部队协同执行任务。

### 司法行政机关
按照《中华人民共和国监狱法》（以下简称《监狱法》）规定，“监狱是国家的刑罚执行机关”。监狱的任务是正确执行刑罚，惩罚和改造罪犯，以达到预防和减少犯罪的目的。

## 司法体制改革

### 政法委改革
政法委员会发展过程几经反复，分为多个阶段：
1958年至1979年，实行党委审批重大案件制度。这是1980年政法委员会设立以前的情况。1956年成立的中共中央法律委员会是秘书性质的机构，不主管具体案件。当时也并未在地方各级党委设立相应的机构。自1958年起，县以上各级党委均成立了政法小组，“协调”公、检、法的关系，并逐渐形成重大案件由党委审批的惯例。直到1979年中共中央发出《关于坚决保证刑法、刑事诉讼法切实实施的指示》（中发〔1979〕64号），才结束了党委审批案件的制度。
1982年至1988年，实行组织党内联合办公妥善处理重大疑难案件制度。1980年，中央政法委员会设立，有五项职能，并不干预具体司法工作。与此同时，地方各级党委也普遍成立了政法委员会。1982年《中共中央关于加强政法工作的指示》规定，“各级党委的政法委员会是党委的一个工作部门”，任务之一是“组织党内联合办公，妥善处理重大疑难案件”。
1988年至1991年，推行党政分开改革。1987年召开的中共十三大强调党政分开。1988年撤消中央政法委员会，成立“中央政法领导小组”，职能比中央政法委员会大大削弱，仅为指导和协调政法方面工作，但大多数省级以下党委的政法委员会并未立刻随之撤销。1990年，因应六四事件发生，中共中央恢复设立“中央政法委员会”，并适当调整其职责任务为五项，属于“宏观指导”性质，规定各地党委政法委员会的职责任务可参照中央政法委员会的职责任务确定，但继续强调党政分开，并要求“保证法院、检察院依法独立行使审判权、检察权。”
1991年，各级政法委员会开始承担社会治安综合治理职责。1991年中共中央成立中央社会治安综合治理委员会，下设办公室与中央政法委员会机关合署办公。地方各级社会治安综合治理委员会成立后，下设办公室也和同级政法委员会机关合署办公。这一措施扩大了各级政法委员会的权限。
1994年至2013年，实施研究和讨论有争议的重大疑难案件制度。1994年，中央政法委员会的职权扩大到七项，其中包括“研究和讨论有争议的重大疑难案件”，“组织推动社会治安综合治理工作”。1995年，中央政法委员会的职权扩大到十项。与此同时，地方各级党委的政法委员会的权力获得强化。
2013年，推行政法委不介入个案改革。2013年最高人民法院公布《关于建立健全防范刑事冤假错案工作机制的意见》中强调，除涉及外交、国防等特殊领域外，“政法委今后将不会介入个案” 2014年《中共中央关于全面推进依法治国若干重大问题的决定》强调“各级党政机关和领导干部要支持法院、检察院依法独立公正行使职权。”要求“各级党委政法委员会要把工作着力点放在把握政治方向、协调各方职能、统筹政法工作、建设政法队伍、督促依法履职、创造公正司法环境上，带头依法办事，保障宪法法律正确统一实施。”
从组织上看，从2003年到2010年，由于政法委书记普遍兼任公安厅（局）长，形成公安部门首长作为政法委书记领导法院、检察院、司法行政机关的局面，这造成了政法系统中公安部门权力一枝独大，甚至一定程度上使国家警察化，引发很大争议。2003年以前属分设阶段。自1980年各级政法委员会成立后，政法委书记一般并不兼任公安厅（局）长。1999年，政法委被进一步定位为“各级党委领导、管理政法工作的职能部门”，直到此时，政法委书记兼任公安厅（局）长仍然为数不多。2003年至2010年属兼任阶段。2003年11月18日，中共中央发布《关于进一步加强和改进公安机关的决定》，政法委书记兼任公安厅（局）长的局面迅速形成。此后有三种情况：（1）地方党委常委、政法委书记兼任公安局长；（2）政府副职及助理兼任公安局长；（3）政法委书记不兼任公安局长，但兼任公安部门的党委书记，从而提高公安部门的地位。2010年至今属逐步分设阶段。2010年4月，中共中央组织部下发文件，要求省级政法委员会书记不兼任公安厅（局）长。2012年中共十八大前后的地方各级党委换届中，多数省份的公安厅（局）长不再任政法委员会书记。同时在中共十八大后，新当选的中央政法委书记孟建柱不再像其前任周永康和罗干一样进入中共中央政治局常委会，中央政法委的职权也有所弱化。
自1980年地方各级政法委逐步成立后，其组织和权限反复调整。其中的重要原因之一，在于政法委是个比较“虚”的机构，人事权主要在地方党委组织部门，经费也很少，经常要从各个政法部门的经费中拨付一部分。政法委自身有扩大权限的倾向，政法委书记兼任公安厅（局）长也是为了使政法委权力变“实”，提高自身地位，解决经费。政法委书记不再兼任公安厅（局）长之后，可能的后果是地方政法委再度陷入实质上的无权局面。政法委不介入个案之后，其权力进一步虚化。

### 审判机关改革
1999年，最高人民法院发布《人民法院五年改革纲要》，统一部署1999年至2003年全国法院司法改革。2005年，最高人民法院发布《人民法院第二个五年改革纲要（2004-2008）》。
2009年，最高人民法院发布《人民法院第三个五年改革纲要（2009-2013）》。2014年，最高人民法院发布《人民法院第四个五年改革纲要（2014-2018）》。 2019年，最高人民法院发布《人民法院第五个五年改革纲要（2019－2023）》
具体的改革措施有：
- 业务改革：
  - 司法公开：1998年底，中国法院全面实行审判公开。[29]此后，每一轮司法改革都要推动司法公开。但法院仍存在许可性公开、选择性公开的问题；庭审公开仍缺乏畅通渠道。2012年中共十八大报告将司法公开与党务公开、政务公开相提并论。2013年《中共中央关于全面深化改革若干重大问题的决定》提出“推进审判公开，录制并保留全程庭审资料。增强法律文书说理性，推动公开法院生效裁判文书。”2013年，中国裁判文书网已与各高级人民法院联通，成为中国各级法院裁判文书公开的最权威及综合的平台。2013年，最高人民法院发布《关于推进司法三大平台建设的若干意见》和《关于人民法院在互联网公布裁判文书的规定》。[30]
  - 案件受理制度改革：2014年《中共中央关于全面推进依法治国若干重大问题的决定》提出，“改革法院案件受理制度，变立案审查制为立案登记制，对人民法院依法应该受理的案件，做到有案必立、有诉必理，保障当事人诉权。”[10]新修订的《中华人民共和国行政诉讼法》（2015年5月1日施行）、《最高人民法院关于适用〈中华人民共和国民事诉讼法〉的解释》（2015年2月4日施行）均确立了立案登记制。2015年4月1日，中央全面深化改革领导小组第十一次会议审议通过了《关于人民法院推行立案登记制改革的意见》。[31]
  - 案件管辖制度改革：2014年《中共中央关于全面推进依法治国若干重大问题的决定》提出，“最高人民法院设立巡回法庭，审理跨行政区域重大行政和民商事案件。探索设立跨行政区划的人民法院和人民检察院，办理跨地区案件。”[10]
  - 审级制度改革：主要是协调各级法院之间的关系。上下级法院之间长期存在分工不明确、审级不独立的情况。2014年《中共中央关于全面推进依法治国若干重大问题的决定》提出，“完善审级制度，一审重在解决事实认定和法律适用，二审重在解决事实法律争议、实现二审终审，再审重在解决依法纠错、维护裁判权威。”[10]
  - 死刑核准制度改革：2007年，最高人民法院收回了下放26年的死刑复核权。[29]
  - 民事再审制度改革：2008年4月1日，中华人民共和国民事诉讼法修正案施行。2008年12月1日，有关审判监督程序的司法解释公布实施。新的再审之诉制度建立以后，再审之诉原则上不再可以重复进行。[32]
  - 行政诉讼制度改革：2014年《中共中央关于全面推进依法治国若干重大问题的决定》提出，“完善行政诉讼体制机制，合理调整行政诉讼案件管辖制度，切实解决行政诉讼立案难、审理难、执行难等突出问题。”[10]
  - 未成年人审判制度改革：1994年，最高人民法院成立少年法庭指导小组。少年法庭从创设到普及。全国的少年法庭先后出现了上海市“长宁模式”，南京市“天宁模式”，江苏省“连云港模式”。[33]
  - 审判权运行机制改革：主要是协调法院内部的审判委员会、合议庭、法官之间的关系。由于法院内部的层级管理以及呈报审批制度，导致司法裁判责任不清、效率低下。1990年代推行的审判方式改革，“还权于合议庭”，成果十分显著。但合议庭中审判长权力过大、审判委员会讨论案件事实及直接裁判案件等问题较为突出。2013年10月，最高人民法院发布《关于审判权运行机制改革试点方案》，部署部分法院开展改革试点。[30]2014年六省市试点中有“完善司法责任制”。[9]
  - 人民陪审员制度改革：2004年，全国人民代表大会常务委员会通过《全国人民代表大会常务委员会关于完善人民陪审员制度的决定》。同年，《最高人民法院、司法部关于人民陪审员选任、培训、考核工作的实施意见》印发。2005年，《最高人民法院关于人民陪审员管理办法（试行）》印发。[34]到2013年，全国共有人民陪审员8.7万名；2013年上半年全国法院审理的一审普通程序案件陪审率71.7％，比2006年提高52％。[30]
  - 司法调解制度改革：1979年2月2日，最高人民法院关于《人民法院审判民事案件程序制度的规定（试行）》，根据审判实践中的约定俗成而规定，调解书与判决书具有同等法律效力。1982年《中华人民共和国民事诉讼法（试行）》实施，其中有司法调解的规定。[35]1991年《中华人民共和国民事诉讼法》实施，其中继续有司法调解的规定。对调解书不能上诉，这是遏制当事人缠诉、促进撤诉的一个有效方法，因此调解受到部分法院的欢迎。2010年6月，最高人民法院出台《关于进一步贯彻“调解优先、调判结合”工作原则的若干意见》。2010年，最高人民法院成立调解工作领导小组。2010年，全国法院一审民商事案件调解撤诉率达到65.29%。司法调解还和行政调解、人民调解相结合，以促使“案结事了”，维护社会稳定。[36]
  - 执行制度改革：“执行难”问题长期困扰各级法院。1999年，中共中央转发《最高人民法院党组关于解决人民法院“执行难”问题的报告》。2001年4月，最高人民法院将浙江省绍兴市中级人民法院确定为全国执行机构和执行工作体制改革试点法院，此后该法院的执行庭改为执行局，加强了上级执行机构对下级执行机构的直接领导，形成“执行局模式”。后来，湖南省长沙市法院系统推出执行裁判权与执行实施权分离的“长沙模式”。[26]
- 人财物管理制度改革：
  - 法官职业化：1999年，最高人民法院从资深律师和学者中选拔法官。2001年起，初任法官必须通过国家司法考试，自此结束了以“政治合格”为主的法官任用标准。2002年7月，最高人民法院院长肖扬第一次提出了“加强法官职业化建设”。2002年，中国法官不再穿戴有专政色彩的肩章和大盖帽，改穿法袍并使用法槌。[29]
  - 司法人员分类管理：2014年六省市试点中有“完善司法人员分类管理”，以法官为中心，以审判为重心，将法院工作人员分为法官、审判辅助人员、司法行政人员，分类管理。[37][9]
  - 司法人员职业保障：2014年六省市试点中有“健全司法人员职业保障”。[9]
  - 人财物统一管理：2014年六省市试点中有“推动省以下地方法院检察院人财物统一管理”。[9]

### 检察机关改革
具体的改革措施有：
- 业务改革：
  - 司法公开：2014年，最高人民检察院统一部署各省检察机关上线运行案件信息公开系统。[38]
  - 案件管辖制度改革：2014年《中共中央关于全面推进依法治国若干重大问题的决定》提出，“探索设立跨行政区划的人民法院和人民检察院，办理跨地区案件。”[10]
  - 司法责任制：2014年六省市试点中有“完善司法责任制”。[9]
  - 法律监督制度改革：2013年4月1日，苏州市政法信息综合管理平台开通，是全国第一家完整的政法信息共享平台，公检法司等部门全程网上办案。2014年初，中央政法委将苏州市确定为开展政法机关跨部门网上办案工作试点地区。网上办案极大地便利了检察机关的法律监督工作。[38]
  - 公益诉讼制度：2014年《中共中央关于全面推进依法治国若干重大问题的决定》提出，“探索建立检察机关提起公益诉讼制度。”[10]
  - 人民监督员制度改革：2010年，江苏省检察机关全面推行人民监督员制度改革。[38]2014年，最高人民检察院、司法部印发《关于人民监督员选任管理方式改革试点工作的意见》，最高人民检察院下发《人民监督员监督范围和监督程序改革试点工作方案》。[39]
  - 消除刑讯逼供：
  - 涉法涉诉信访工作改革：中央政法委确定的2013年重点改革项目之一。2014年，该项改革全面启动，各地检察机关陆续建立诉访分离、依法受理、依法终结等制度。[38]
- 人财物管理制度改革：
  - 司法人员分类管理：2014年六省市试点中有“完善司法人员分类管理”。[9]
  - 司法人员职业保障：2014年六省市试点中有“健全司法人员职业保障”。[9]
  - 人财物统一管理：2014年六省市试点中有“推动省以下地方法院检察院人财物统一管理”。[9]

### 公安机关改革
- 业务改革：
  - 消除刑讯逼供：2013年，修订后的《中华人民共和国刑事诉讼法》实施，看守所的刑讯逼供减少。[40]
  - 废止收容遣送制度：2003年，国务院公布《城市生活无着的流浪乞讨人员救助管理办法》，标志着《城市流浪乞讨人员收容遣送办法》被废止，随后一些城市的收容遣送相关条例和制度也陆续废止。[41]
  - 废止劳动教养制度：2013年《中央关于全面深化改革若干重大问题的决定》提出，“废止劳动教养制度，完善对违法犯罪行为的惩治和矫正法律，健全社区矫正制度。”2013年，全国人大常委会通过《关于废止有关劳动教养法律规定的决定》，废止劳动教养制度。[42]
  - 废止收容教育制度：2019年，十三届全国人大常委会第十五次会议通过了《全国人大常委会关于废止有关收容教育法律规定和制度的决定》，自2019年12月29日起实施。该决定废止了《全国人民代表大会常务委员会关于严禁卖淫嫖娼的决定》第四条第二款、第四款，以及据此实行的收容教育制度[43]。2020年4月，国务院废除《卖淫嫖娼人员收容教育办法》。
  - 看守所改革：
- 人财物管理制度改革：

### 司法行政机关改革
- - 人民调解制度改革：
  - 法律援助制度改革：
  - 律师制度改革：
  - 公证制度改革：
  - 仲裁制度改革：
  - 监狱改革：21世纪初，司法部推行了监企分开（监狱体制改革）、布局调整、社区矫正；在监狱内部则推进“社会化、科学化、法制化”。监狱体制改革的核心是监企分开。2003年司法部称：中国监狱改革的总目标是投资200亿元人民币，在三到五年内对中国700多所监狱全部加以改造。[44]